# Schönau (Inchenhofen)
Schönau ist ein Gemeindeteil des Marktes Inchenhofen im Landkreis Aichach-Friedberg in Bayern. Der Weiler liegt circa zwei Kilometer nördlich von Inchenhofen am Schreierbach, der nach Osten zur Paar fließt.

## Geschichte
Schönau wurde erstmals Mitte des 15. Jahrhunderts erwähnt. Vieles lässt vermuten, dass der Ort noch vor 1400 gegründet wurde.
1808 kam Schönau durch das erste Gemeindeedikt zum Steuerdistrikt Schnellmannskreuth im Landgericht Aichach, wechselte allerdings 1818 aufgrund des Gemeindeedikts zur Gemeinde Unterbernbach. Die Regierung merkte in der Verfügung an, dass Schönau im Steuerdistrikt Schnellmannsdreuth immediat ist und folglich als anliegend zu Berabach geschlagen werden muss. Bei der Volkszählung am 1. Dezember 1871 zählte der Ort 17 Einwohner.
Im Zuge der Gemeindegebietsreform wurde Schönau am 1. Januar 1978 in den Markt Inchenhofen umgegliedert.

## Baudenkmäler
Siehe auch: Liste der Baudenkmäler in Schönau
- Katholische Filialkirche St. Ulrich

## Bodendenkmäler
Siehe: Liste der Bodendenkmäler in Inchenhofen